# Mallorcas flora
Mallorcas flora er præget af afstanden til nærmeste fastland. Nogle slægter og arter er nået derud, men mange – som i og for sig godt kunne vokse dér – findes ikke på øen. Til gengæld har floraen flere fællestræk med floraerne på Korsika, Sardinien og Sicilien. Endelig findes en række arter og især underarter, der er endemiske for mallorca.
Floraen er også præget af, at bjergene på øen ikke er særligt høje. Det medfører, at der ikke findes de samme markante, bæltevise forskelle i vegetationstyperne fra bjergenes fod og til deres top, som man kan møde i Sydalperne, på Pyrenæere samt på Korsika og Sicilien. Bjergkæden Serra de Tramuntana, som løber omtrent sydvest-nordøst langs øens vestlige side fremkalder dog så markante forskelle i nedbørsmængderne, at det i sig selv giver muligheder for en større spredning i biodiversiteten, end man måske skulle forvente på en ø af Mallorcas størrelse.
I det følgende er floraen inddelt efter de forskellige vegetationstyper på Mallorca.

## Flodbredder, vandløb og skyggede steder i bjergene
| - Trekantet Løg (Allium triquetrum), - Middelhavs-Markarve (Arenaria balearica), - Italiensk Arum (Arum italicum), - Myrtebladet Garvebusk (Coriaria myrtifolia), - Klatrende Svalerod (Cynanchum acutum), - Rund Fladaks (Cyperus rotundus), - Stinkende Alant (Dittrichia graveolens), - Smalbladet Ask (Fraxinus angustifolia), - Stinkende Perikon-underart (Hypericum hircinum subsp. cambessedesii), - Gul Iris (Iris pseudacorus), - Nerie (Nerium oleander), | - Orientalsk Platan (Platanus orientalis), - Sølv-Poppel (Populus alba), - Middelhavs-Korsved (Rhamnus alaternus), - Vild Krap (Rubia peregrina), - Rubus ulmifolius (en art af Brombær), - Sommer-Hyld (Sambucus ebulus), - Tamus communis (en art af Yams), - Småbladet Elm (Ulmus minor), - Vinca difformis (en art af Singrøn), - Kyskhedstræ (Vitex agnus-castus), |

## Planter fra kysterne
| - Strand-Sennep (Cakile maritima), - Strandsnerle (Calystegia soldanella), - Småblomstret Klokke (Campanula erinus), - Gul Tusindgylden (Centaurium maritimum), - Lyngbladet Koris (Coris monspeliensis), - Strandfennikel (Crithmum maritimum), - Almindelig Pigæble (Datura stramonium), - Strand-Mandstro (Eryngium maritimum), - Euphorbia pithyusa (en art af Vortemælk), - Almindelig Fennikel (Foeniculum vulgare), | - Rød Honrskulpe (Glaucium corniculatum), - Strand-Hornskulpe (Glaucium flavum), - Strand-Alant (Inula crithmoides), - Is-Middagsblomst (Mesembryanthemum crystallinum), - Almindelig Strandlilje (Pancratium maritimum), - Gul Bartsie (Parentucellia viscosa), - Fliget Vejbred (Plantago coronopus), - Jernurt-Salvie (Salvia verbenaca), - Enkeblomst (Scabiosa maritima), - Strandløg (Urginea maritima), |

## Egeskovenes flora
| - Apium bermejoi (en art af Selleri), - Almindelig Jordbærtræ (Arbutus unedo), - Almindelig Munkehætte (Arisarum vulgare), - Korsikansk Arum (Arum pictum), - Høst-Affodil (Asphodelus aestivus), - Balearisk Buksbom (Buxus balearica), - Portugisisk Sporebaldrian (Centranthus calcitrapa), - Balearisk Alpeviol (Cyclamen balearicum), - Digitalis minor (en art af Fingerbøl), - Erica multiflora (en art af Lyng), - Almindelig Vedbend (Hedera helix), - Stinkende Nyserod (Helleborus foetidus), - Sommer-Hvidblomme (Leucojum aestivum), | - Purpur-Rederod (Limodorum abortivum), - Aleppo-Fyr (Pinus halepensis), - Kermes-Eg (Quercus coccifera), - Sten-Eg (Quercus ilex), - Kork-Eg (Quercus suber), - Middelhavs-Korsved (Rhamnus alaternus), - Rubia angustifolia ssp angustifolia (en art af Krap), - Rubus ulmifolius (en klatrende art af Brombær), - Almindelig Marietidsel (Silybum marianum), - Orientalsk Sarsaparil (Smilax aspera), - Almindelig Taks (Taxus baccata), - Småbladet Elm (Ulmus minor), |

## Skovenes, klippernes, makiens og garrigue'ns flora
| - Acer granatense (en art af Løn), - Italiensk Oksetunge (Anchusa azurea), - Blære-Rundbælg (Anthyllis tetraphylla), - Skarpbladet Asparges (Asparagus acutifolius), - Hulstænglet Affodil (Asphodelus fistulosus), - Balearisk Astragel (Astragalus balearicus), - Asfaltkløver (Bituminaria bituminosa), - Brassica balearica (en art af Kål), - Balearisk Buksbom (Buxus balearica), - Dværgpalme (Chamaerops humilis), - Solhvirvel (Chondrilla juncea), - Hvid soløjetræ (Cistus albidus), - Smalbladet soløjetræ (Cistus monspeliensis), - Salviebladet soløjetræ (Cistus salviifolius), - Clematis cirrhosa (en stedsegrøn art af skovranke), - Engriflet hvidtjørn (Crataegus monogyna), - Skør ledris (Ephedra fragilis), - Trælyng (Erica arborea), - Erica multiflora (en art af Lyng), - Kæmpeferula (Ferula communis), - Korn-Gladiolus (Gladiolus italicus), - Globularia cambessedesii (en art af Kugleblomst), - Helichrysum ambiguum (en art af Evighedsblomst), - Gulhvid Evighedsblomst (Gnaphalium luteoalbum), - Hippocrepis balearica (en art af Hestesko), - Almindelig Kristtorn(Ilex aquifolium), - Middelhavs-Ene (Juniperus oxycedrus), - Rødfrugtet Ene (Juniperus phoenicea), | - Kiker-Fladbælg (Lathyrus cicera), - Tandet Lavendel (Lavandula dentata), - Biblomme (Lobularia maritima), - Duskhyacint (Muscari comosum), - Tætblomstret perlehyacint (Muscari neglectum), - Almindelig Myrte (Myrtus communis), - Høst-Narcis (Narcissus serotinus), - Vild Oliven (Olea europaea subsp. Sylvestris), - Kost-Fuuglemælk (Ornithogalum umbellatum), - Paeonia cambessedesii (en art af Pæon), - Smalbladet Stenved (Phillyrea angustifolia), - Mastikstræ (Pistacia lentiscus), - Almindelig Ært (Pisum sativum), - Rhamnus ludovici-salvatoris, (en art af Korsved), - Rhamnus lycioides (en art af Korsved), - Rosmarin (Rosmarinus officinalis), - Rubus ulmifolius (en klatrende art af Brombær), - Musetorn (Ruscus aculeatus), - Orientalsk Sarsaparil (Smilax aspera), - Scabiosa cretica (en art af Skabiose), - Pyrenæisk Stenurt (Sedum dasyphyllum), - Spartium (Spartium junceum), - Almindelig Sternbergia (Sternbergia lutea), - Vellugtende Kortlæbe (Teucrium marum), - Storbladet Lind (Tilia platyphyllos), - Almindelig Kristøje (Tolpis barbata), - Venus-Navleurt (Umbilicus rupestris), - Vinter-Snebolle (Viburnum tinus), |

## Floraen i ferskvand, på sandbanker og mellem bregner
| - Vejbred-Skeblad (Alisma plantago-aquatica), - Strandsnerle (Calystegia soldanella), - Carex hispida (en art af Star), - Tornfrøet Hornblad (Ceratophyllum demersum), - Hvas Avneknippe (Cladium mariscus), - Strand-Mandstro (Eryngium maritimum), - Hypericum hircinum subsp. cambessedesii (en underart af Stinkende Perikon), | - Gul Iris (Iris pseudacorus), - Rødfrugtet Ene (Juniperus phoenicea), - Liden Andemad (Lemna minor), - Vand-Mynte (Mentha aquatica), - Potamogeton coloratus (en art af Vandaks), - Scirpus holoschoenus (en art af Kogleaks), - Smalbladet Dunhammer (Typha angustifolia), |